# Betalainy
Betalainy – grupa barwników, które występują wyłącznie u goździkowych (Caryophyllidae) i które zawierają azot.
Do tej grupy należą:
- betanina[1];
- amarantyna[1];
- indykaksantyna[1];
- betacyjaniny[2]
- betaksantyny[2]